# AIR (RAG FAIRのアルバム)
『AIR』（エア）は、RAG FAIRのオリジナルアルバムである。2003年1月22日発売。

## 収録曲
1. ラブラブなカップル フリフリでチュー
  - 作詞・作曲：土屋礼央／編曲：RAG FAIR
2. 恋のマイレージ
  - 作詞：土屋礼央／作曲：豊島吉宏／編曲：幾見雅博、RAG FAIR
3. Sheサイド ストーリー
  - 作詞：引地洋輔／作曲：原一博／編曲：幾見雅博、RAG FAIR
4. tea time lover
  - 作詞・作曲：土屋礼央／編曲：幾見雅博、RAG FAIR
5. regret
  - 作詞・作曲：引地洋輔／編曲：幾見雅博、RAG FAIR
6. dolphin
  - 作詞・作曲：奥村政佳／編曲：幾見雅博、奥村政佳
7. あさってはSunday
  - 作詞・作曲：土屋礼央／編曲：幾見雅博、RAG FAIR
8. ALL ABOUT LOVE
  - 作詞：Ralph McCarthy／作曲：荒井健一／編曲：幾見雅博、RAG FAIR
9. だから忘れない
  - 作詞：引地洋輔／作曲：原一博／編曲：幾見雅博、RAG FAIR
10. マジカル恋のパワー
  - 作詞：RAG FAIR／作曲：幾見雅博／編曲：幾見雅博、RAG FAIR
11. In My Heart
  - 作詞・作曲：加藤慶之／編曲：幾見雅博、RAG FAIR
12. 空がきれい
  - 作詞：土屋礼央／作曲：豊島吉宏／編曲：幾見雅博、RAG FAIR
13. かえりみち
  - 作詞・作曲：奥村政佳／編曲：幾見雅博、RAG FAIR